# Walter Leak Steele

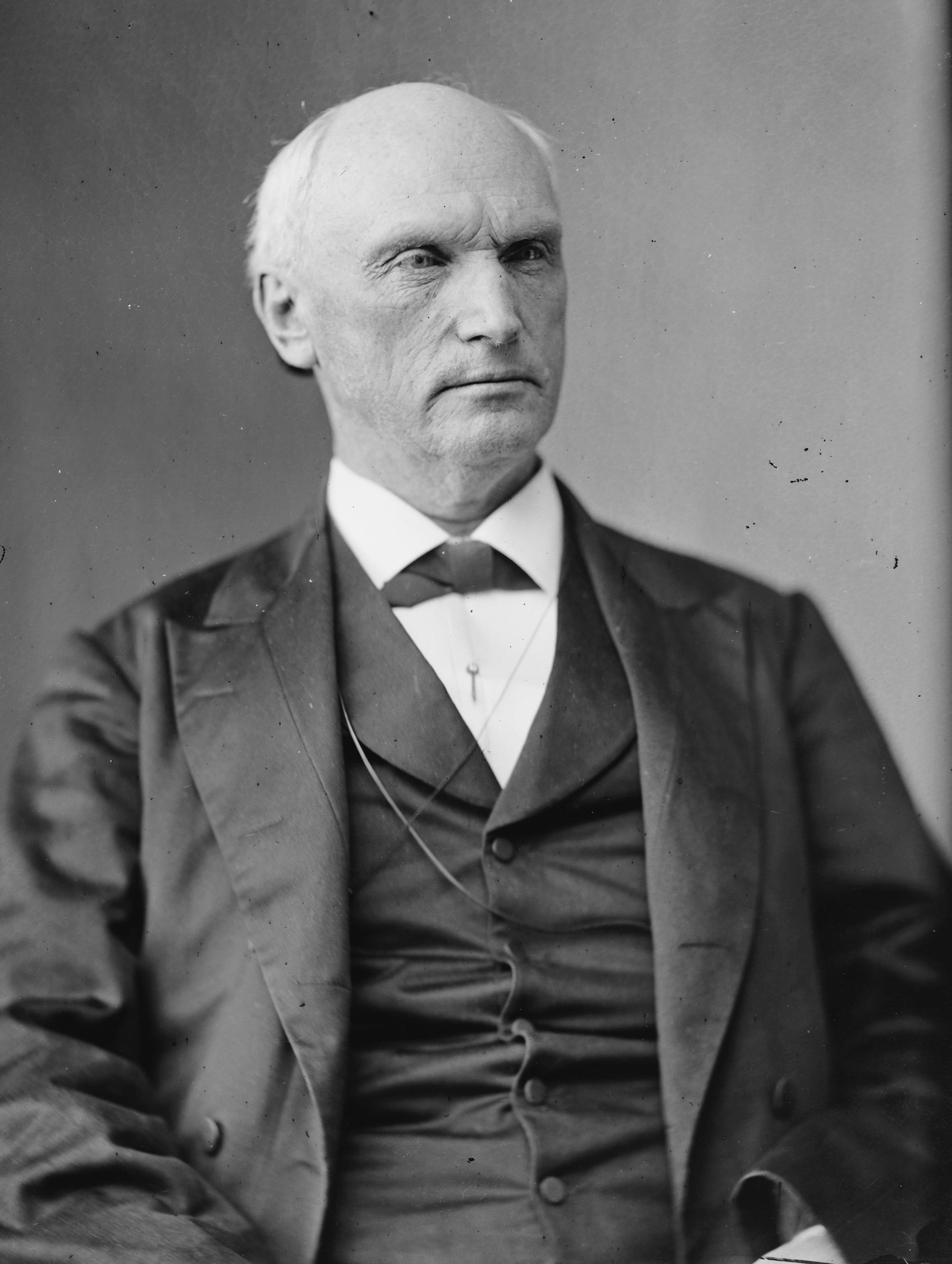
Walter Leak Steele

Walter Leak Steele (* 18. April 1823 bei Rockingham, Richmond County, North Carolina; † 16. Oktober 1891 in Baltimore, Maryland) war ein US-amerikanischer Politiker. Zwischen 1877 und 1881 vertrat er den Bundesstaat North Carolina im US-Repräsentantenhaus.

## Werdegang
Walter Steele besuchte die öffentlichen Schulen seiner Heimat, das Randolph-Macon College in Lynchburg (Virginia) und das Wake Forest College in North Carolina. Anschließend studierte er bis 1844 an der University of North Carolina in Chapel Hill. Gleichzeitig begann er als Mitglied der Demokratischen Partei eine politische Laufbahn.
Zwischen 1846 und 1854 saß Steele mehrfach als Abgeordneter im Repräsentantenhaus von North Carolina. Ab 1852 fungierte er als Kurator der University of North Carolina. In den Jahren 1852 und 1858 gehörte er dem Senat von North Carolina an. 1860 war er Delegierter zu den Democratic National Conventions in Charleston und Baltimore. Im folgenden Jahr war er Sekretär bei der Versammlung, die den Austritt North Carolinas aus der Union beschloss. Nach einem Jurastudium und seiner 1865 erfolgten Zulassung als Rechtsanwalt begann er in Rockingham in diesem Beruf zu arbeiten.
Bei den Kongresswahlen des Jahres 1876 wurde Steele im sechsten Wahlbezirk von North Carolina in das US-Repräsentantenhaus in Washington, D.C. gewählt, wo er am 4. März 1877 die Nachfolge von Thomas Samuel Ashe antrat. Nach einer Wiederwahl konnte er bis zum 3. März 1881 zwei Legislaturperioden im Kongress absolvieren. Im Jahr 1880 verzichtete er auf eine weitere Kandidatur. Nach seinem Ausscheiden aus dem US-Repräsentantenhaus arbeitete Walter Steele in der Baumwollverarbeitung und im Bankgewerbe. Er starb am 16. Oktober 1891 in Baltimore und wurde nahe Rockingham beigesetzt.